# Transmissão de Vigilância Dependente Automática

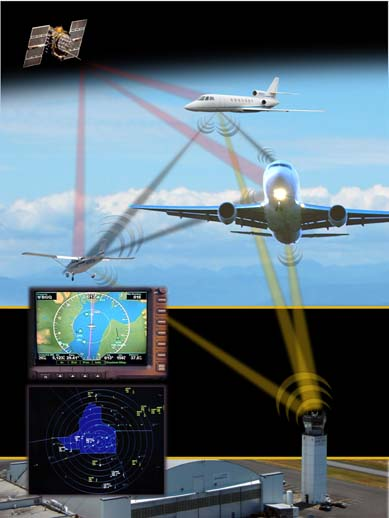
Representação conceitual do sistema ADS-B, ilustrando ligações de rádio entre aeronaves, estação terrestre e satélite

Automatic Dependent Surveillance–Broadcast (ADS-B; em português:  Transmissão de Vigilância Dependente Automática) é uma tecnologia de vigilância e uma forma de sistema anticolisão em que uma aeronave determina sua posição por meio de navegação por satélite ou outros sensores e a transmite periodicamente, permitindo que seja rastreada. As informações podem ser recebidas por estações terrestres de controle de tráfego aéreo em substituição ao radar de vigilância secundário, pois nenhum sinal de interrogação vindo do solo é necessário. Os dados também podem ser transmitidos e recebidos ponto a ponto por outras aeronaves para fornecer consciência situacional e permitir a auto-separação do avião. O ADS-B é "automático" porque não requer piloto ou entrada externa, mas é “dependente” por depender dos dados do sistema de navegação da aeronave.
O ADS-B está sendo incorporado em várias jurisdições em todo o mundo. É um elemento do Sistema de Transporte Aéreo de Próxima Geração dos Estados Unidos (NextGen), do projeto de Pesquisa ATM do Céu Único Europeu (SESAR) e da Atualização do Bloco do Sistema de Aviação da Índia (ASBU). O equipamento ADS-B é obrigatório para aeronaves da categoria de regras de voo por instrumentos (IFR) no espaço aéreo australiano; os Estados Unidos exigiram que muitas aeronaves (incluindo todas as transportadoras comerciais de passageiros e aeronaves que voam em áreas que necessitam de um transponder) sejam equipadas dessa forma desde janeiro de 2020; e o equipamento é obrigatório para algumas aeronaves na Europa desde 2017. O Canadá usa o ADS-B para vigilância em regiões remotas não cobertas pelo radar tradicional (áreas ao redor da Baía de Hudson, Mar de Labrador, Estreito de Davis, Baía de Baffin e sul da Groenlândia) desde 15 de janeiro de 2009. Os operadores de aeronaves são incentivados a instalar produtos ADS-B que sejam interoperáveis com os padrões dos Estados Unidos e da Europa, e os controladores de tráfego aéreo canadenses podem fornecer rotas de voo melhores e mais eficientes em termos de combustível quando os operadores puderem ser rastreados via ADS-B.